# Izabela II Hiszpańska
Izabela II, hiszp. Isabel II (ur. 10 października 1830 w Madrycie, zm. 9 kwietnia 1904 w Paryżu) – królowa Hiszpanii w latach 1833–1868 z dynastii Burbonów.
Była starszą córką króla Hiszpanii – Ferdynanda VII i jego czwartej i ostatniej żony – Marii Krystyny, księżniczki Obojga Sycylii.

## Królowa Hiszpanii
Na tronie Hiszpanii zasiadła na mocy sankcji pragmatycznej, którą w konstytucji zapisał jej ojciec, Ferdynand VII, czym odsunął od tronu swego brata, Don Carlosa, hrabiego Molina. Niezadowolony z tego zapisu Don Carlos po śmierci Ferdynanda VII wszczął I wojnę karlistowską. Izabelę II poparli konserwatywni liberałowie, którzy w latach 1833–1839 pokonali karlistów, popierających Don Carlosa i objęli rządy w kraju.
Izabela II miała zaledwie trzy lata, kiedy odziedziczyła koronę. Ze względu na wiek, regencję sprawowała jej matka, Maria Krystyna, jako królowa rządząca. Wojnę karlistowską zakończył traktat z Vegara podpisany w sierpniu 1839 roku. Mimo że traktat ogłosił zwycięstwo obozu królowej Izabeli II, w roku 1840 doszło do przewrotu, w wyniku którego władzę przejął generał Baldomero Espartero. W roku 1843 w wyniku kolejnego zamachu stanu Espartero został obalony, 8 listopada 1843 Izabelę ogłoszono dorosłą (miała 13 lat) i wstąpiła na tron jako Izabela II.
Okres rządów Izabeli był czasem pałacowych intryg i spisków. 28 września 1868 roku wojska królowej zostały ostatecznie pokonane pod Acolą. Rewolucyjna junta proklamowała w Madrycie podstawowe wolności i ogłosiła detronizację Izabeli II, która nazajutrz przekroczyła granicę hiszpańsko-francuską ze słowami „Sądziłam, iż mam w tym kraju więcej poparcia”. Znalazła schronienie na zamku w Pau. Miała wówczas trzydzieści osiem lat. Przez jakiś czas mieszkała w Saite-Adresse koło Hawru, później osiadła w Paryżu w pałacu Tuileries, a następnie w Pałacu Basilewskim w towarzystwie swego kochanka Marforiego. Dopiero 27 czerwca 1870 roku podpisała akt abdykacji na rzecz księcia Aosty – Włocha Amadeusza Sabaudzkiego.

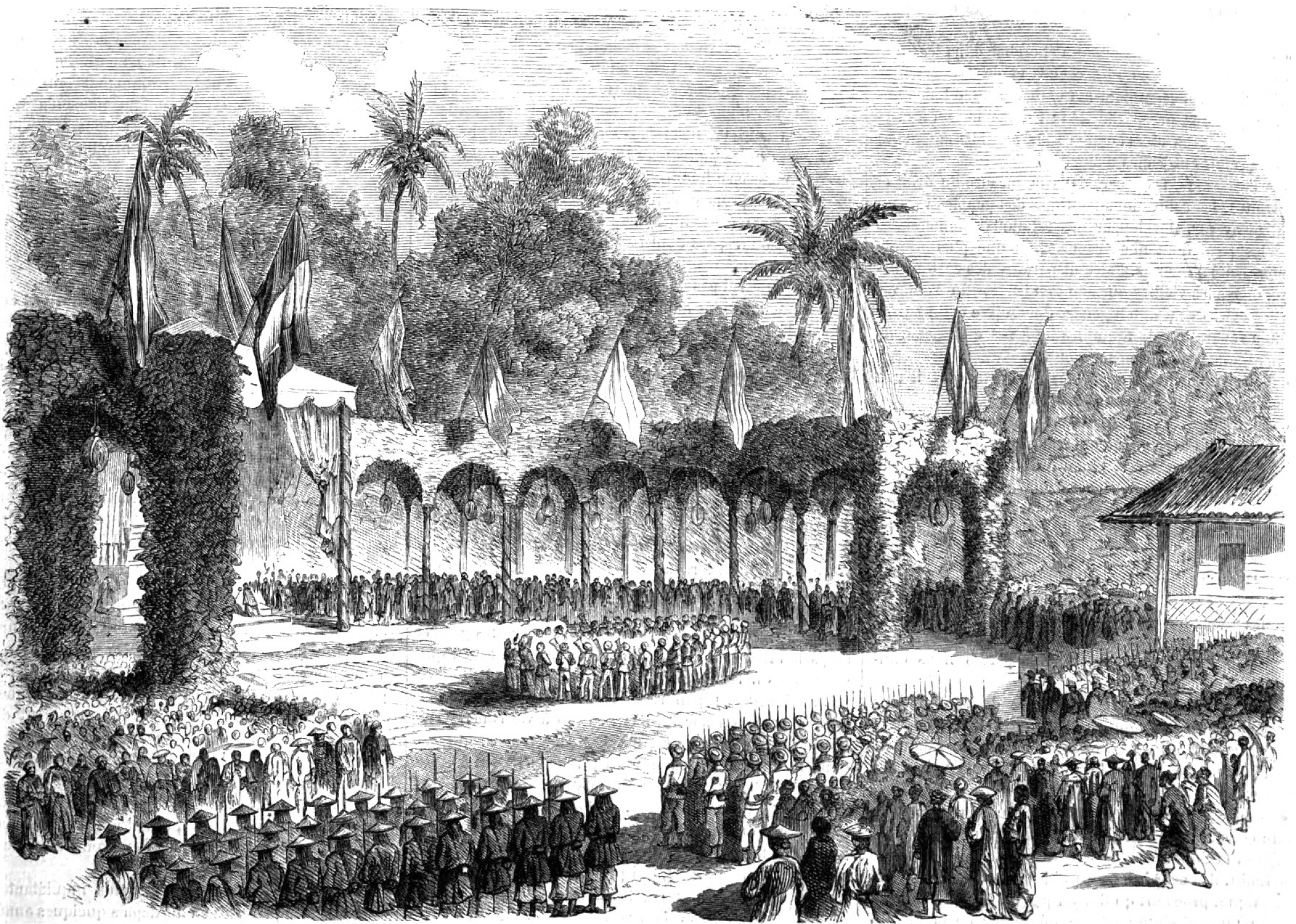
Obchody święta królowej Hiszpanii Izabeli II w Sajgonie 17 stycznia 1863 r.

## Małżeństwo i potomstwo

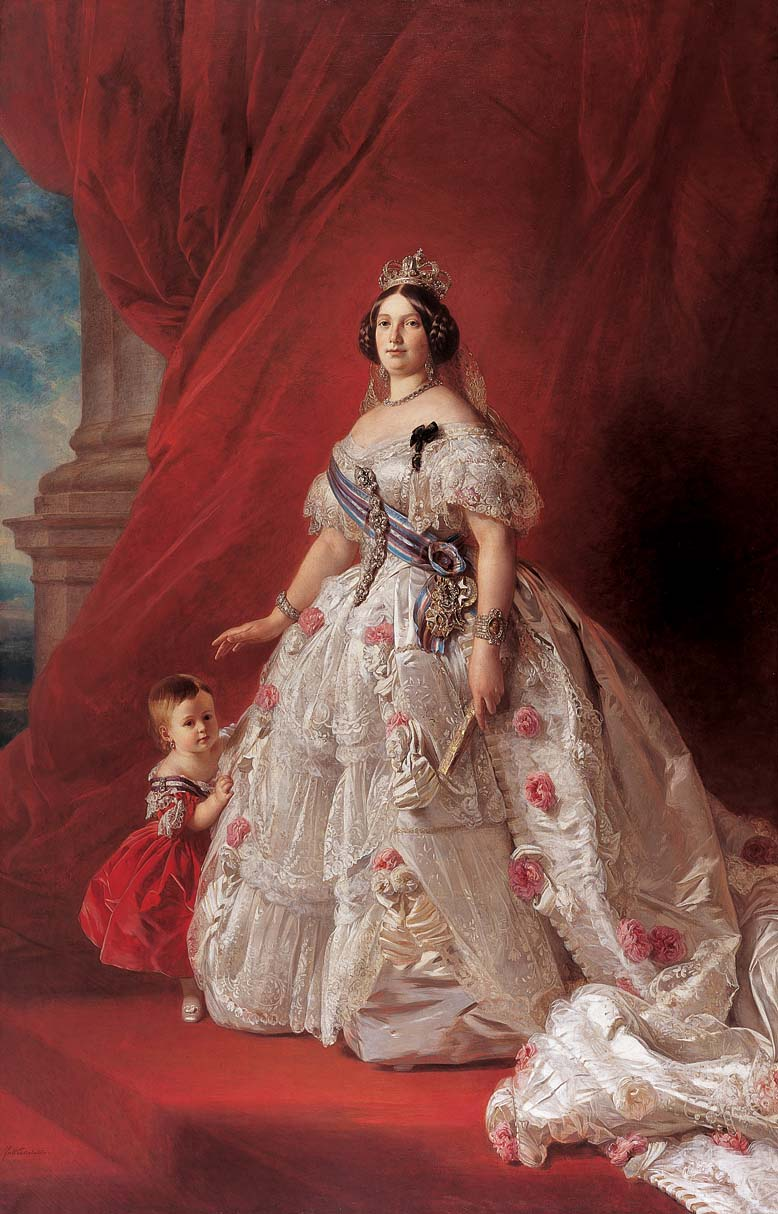
Izabela II ze swoją najstarszą córką (F.X. Winterhalter, 1852)

Kiedy królowa Izabela II skończyła 16 lat, pilną sprawą stało się znalezienie odpowiedniego małżonka. Wybór padł na Francisca de Asís de Borbón, hrabiego Kadyksu (1822–1902). Drobny, mówiący falsetem i zniewieściały Francisco był przezywany Paquita, a Izabela stwierdziła, że woli abdykować niż za niego wyjść. Ostatecznie jednak królowa musiała się ugiąć i w Madrycie, 10 października 1846, wyszła za mąż za Francisca. Tego samego dnia odbył się ślub jej młodszej siostry – Ludwiki Ferdynandy – z Antonim Orleańskim, najmłodszym synem króla Ludwika Filipa I. Francisco został mianowany naczelnym wodzem armii hiszpańskiej i otrzymał tytuł króla małżonka.
Izabela miała dziewięcioro dzieci, z których tylko pięcioro przeżyło. Najprawdopodobniej Francisco nie może być uważany za ojca żadnego z nich, choć uznał wszystkie za własne.
- Ferdynanda (1850),
- Izabelę, księżniczki Asturii (1851–1931),
- Marię Krystynę (1854),
- Alfonsa XII (1857–1885), domniemanym ojcem Alfonsa XII był kapitan  Enrique Puigmoltó y Mayans[2]
- Marię de la Concepcion (1859–1861),
- Marię de Pilar (1861–1879),
- Marię de la Paz (1862–1946),
- Franciszka de Asis (1863),
- Eulalię de la Piedad (1864–1958).

Pomimo zarzucanej jej nieobyczajności, królowa zachowała do końca znaczną popularność wśród narodu.

## Tytulatura
W 1837 Hiszpania stała się monarchią konstytucyjną. Przed tym rokiem, sama Izabela II była nazywana według starego, długiego nazewnictwa obowiązującego od średniowiecza: Doña Isabel II por la Gracia de Dios, Reina de Castilla, de Leon, de Aragon, de las Dos Sicilias, de Jerusalén, de Navarra, de Granada, de Toledo, de Valencia, de Galicia, de Mallorca, de Sevilla, de Cerdeña, de Córdoba, de Córcega, de Murcia, de Menorca, de Jaen, de los Algarbes, de Algeciras, de Gibraltar, de las Islas Canarias, de las Indias Orientales y Occidentales, Islas y Tierra firme del mar Océano; Archiduquesa de Austria; Duquesa de Borgoña, de Brabante y de Milan; Condesa de Aspurg, Flandes, Tirol y Barcelona; Señora de Vizcaya y de Molina etc. etc. Po 1837, oficjalny podpis królowej brzmiał Por la gracia de Dios y la Constitución de la Monarquía española, Reina de las Españas (pl. Z łaski Boga i konstytucji hiszpańskiej monarchii, Królowa Hiszpanii (liczba mnoga))

## Odznaczenia

### Wielki mistrz hiszpańskich orderów
- Order Złotego Runa – 1846
- Order Karola III – 1831
- Order Izabeli Katolickiej – 1846
- Order Świętego Ferdynanda – 1846
- Order Świętego Hermenegilda – 1846
- Order Królowej Marii Luizy – 1846
- Order Montesy – 1846
- Order Alcántara – 1846
- Order Kalatrawy – 1846
- Order św. Jakuba – 1846
- Krzyż Wielki Orderu Zasługi Wojskowej – 1864
- Krzyż Wielki Orderu Zasługi Morskiej – 1864

### Zagraniczne odznaczenia
- Krzyż Wielki Orderu Niepokalanego Poczęcia z Vila Viçosa – 1834, Portugalia
- Krzyż Wielki Orderu Wieży i Miecza – 1846, Portugalia
- Krzyż Wielki Orderu Świętego Karola – 1846, Monako
- Krzyż Wielki Orderu Legii Honorowej – 1846, Francja
- Krzyż Wielki Orderu Zbawiciela – 1846, Grecja
- Order Annuncjaty – 1846, Włochy
- Krzyż Wielki Orderu Świętych Maurycego i Łazarza – 1846, Włochy
- Krzyż Wielki Orderu Korony – 1846, Włochy